# Maria Palau i Vivas
Maria Palau i Vivas   (Campdevànol, 1975) és una periodista, especialista en periodisme cultural.
Llicenciada en periodisme per la Universitat Autònoma de Barcelona (UAB), a mitjan dècada del 1990 s’inicià professionalment en la premsa local, al diari El 9 Nou, primer a l’edició d’Osona i el Ripollès i, més tard, a l’edició del Vallès Occidental. L’any 2003 començà a treballar per a la nova edició nacional d’El Punt, que va acabar esdevenint, el 2011, El Punt Avui. Les seves especialitats son temes d’arts visuals, museus, patrimoni, arquitectura i disseny.
Membre de l'Associació Catalana de Crítics d’Art, ha guanyat els premis GAC i ACCA a la crítica d’art.